# Dream (MMA)

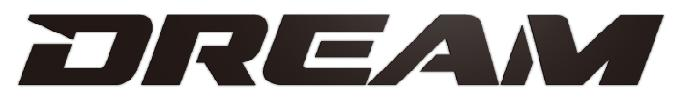
Logo organizacji Dream

Dream – japońska organizacja mieszanych sztuk walki (MMA) założona w 2008 roku.  

## Historia

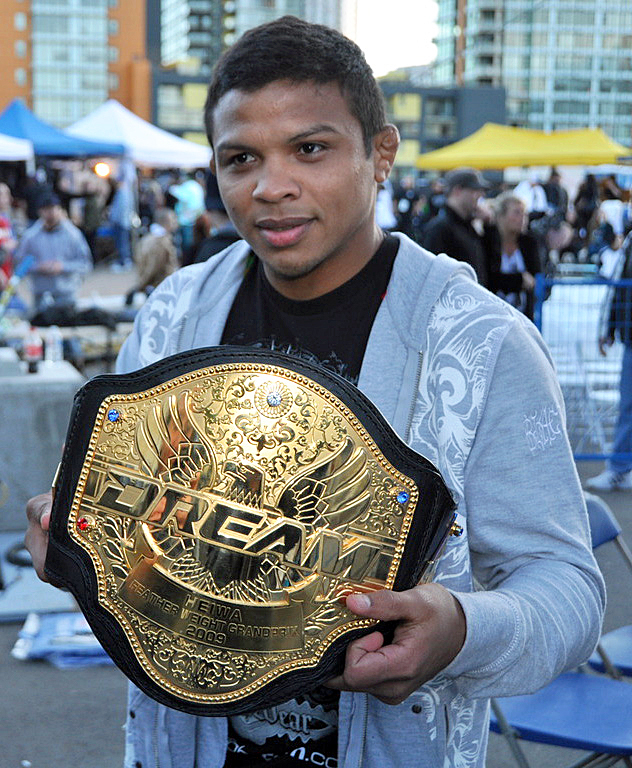
Bibiano "The Flash" Fernandes z pasem DREAM

Od 2005 roku Fighting and Entertainment Group (FEG) − spółka będąca ówcześnie również właścicielem K-1 − promował walki MMA pod marką Hero’s, jednak pozostawał na tym polu w cieniu lokalnego konkurenta PRIDE FC. Gdy w marcu 2007 roku PRIDE zostało zakupione przez amerykańską spółkę ZUFFA (właściciel UFC), a parę miesięcy później w praktyce przestało funkcjonować, HERO’S stało się największą organizacją na rynku japońskiego MMA.
31 grudnia 2007 roku część byłego kierownictwa PRIDE z Keiichi Sasaharą na czele (jako Real Entertainment) w kooperacji z FEG, M-1 Global i kilku innymi promotorami zorganizowało galę MMA Yarennoka!. Sukces imprezy zaowocował zacieśnieniem współpracy.
13 lutego 2008 roku na zwołanej w Tokio konferencji prasowej prezydent FEG Sadaharu Tanikawa i Keiichi Sasahara ogłosili rozwiązanie HERO’S i powołanie nowej organizacji pod nazwą DREAM.
W pierwszej połowie 2012 roku, w związku z bankructwem FEG, DREAM zawiesiło działalność i zezwoliło swoim zawodnikom na występy dla innych promotorów. W czerwcu 2012 roku Keiichi Sasahara zapowiedział, że jeśli organizacja upora się z problemami finansowymi, kolejna gala odbędzie się pod koniec grudnia.

## Kategorie wagowe
- kogucia - do 61kg (135lb)
- piórkowa – do 65 kg (143 lb); do 2011 roku − 63kg (139lb)
- lekka – do 70kg (154lb)
- półśrednia – do 76kg (168lb)
- średnia – do 84kg (185lb)
- półciężka – do 93kg (205lb)
- ciężka – ponad 93kg

## Mistrzowie

### Waga kogucia
| Nr | Mistrz                                        | Od              | Miejsce                                | Obrony tytułu |
| -- | --------------------------------------------- | --------------- | -------------------------------------- | ------------- |
| 1. | Bibiano Fernandes (pokonał Antonio Banuelosa) | 31 grudnia 2011 | Saitama, Japonia (DREAM Genki Desu Ka) |               |

### Waga piórkowa
| Nr | Mistrz                                         | Od                  | Miejsce                            | Obrony tytułu |
| -- | ---------------------------------------------- | ------------------- | ---------------------------------- | --- |
| 1. | Bibiano Fernandes (pokonał Hiroyukiego Takayę) | 6 października 2009 | Jokohama, Japonia (DREAM.11)       | - #1 pokonał Joachima Hansena, 22 marca 2010 (DREAM.13) - #2 przegrał z Hiroyukim Takayą, 31 grudnia 2010                                                  |
| 2. | Hiroyuki Takaya                                | 31 grudnia 2010     | Saitama, Japonia (Dynamite!! 2010) | - #1 pokonał Kazuyukiego Miyatę, 16 lipca 2011 (DREAM 2011 Japan BW Tournament Final) - #2 pokonał Takeshiego Inoue, 31 grudnia 2011 (DREAM Genki Desu Ka) |

### Waga lekka
| Nr | Mistrz                                   | Od                  | Miejsce                      | Obrony tytułu |
| -- | ---------------------------------------- | ------------------- | ---------------------------- | --- |
| 1. | Joachim Hansen (pokonał Shin’yę Aokiego) | 21 lipca 2008       | Osaka, Japonia (DREAM.5)     | - #1 przegrał z Shin’yą Aokim, 6 października 2009                                                                         |
| 2. | Shin’ya Aoki                             | 6 października 2009 | Jokohama, Japonia (DREAM.11) | - #1 pokonał Tatsuyę Kawajiri, 10 lipca 2010 (DREAM.15) - #2 pokonał Satoru Kitaokę, 31 grudnia 2011 (DREAM Genki Desu Ka) |

### Waga półśrednia
| Nr | Mistrz                                  | Od            | Miejsce                     | Obrony tytułu                                                       |
| -- | --------------------------------------- | ------------- | --------------------------- | ------------------------------------------------------------------- |
| 1. | Marius Žaromskis (pokonał Jasona Higha) | 20 lipca 2009 | Saitama, Japonia (DREAM.10) | - #1 pokonał Kazushiego Sakurabę, 31 grudnia 2010 (Dynamite!! 2010) |

### Waga średnia
| Nr    | Mistrz                                 | Od               | Miejsce                               | Obrony tytułu                         |
| ----- | -------------------------------------- | ---------------- | ------------------------------------- | ------------------------------------- |
| 1.    | Gegard Mousasi (pokonał Ronaldo Souzę) | 23 września 2008 | Saitama, Japonia (DREAM.6)            |                                       |
| Wakat | Wakat                                  | kwiecień 2009    | Mousasi przeszedł do wagi półciężkiej | Mousasi przeszedł do wagi półciężkiej |

### Waga półciężka
| Nr | Mistrz                                  | Od               | Miejsce                    | Obrony tytułu                                                                          |
| -- | --------------------------------------- | ---------------- | -------------------------- | -------------------------------------------------------------------------------------- |
| 1. | Gegard Mousasi (pokonał Tatsuyę Mizuno) | 25 września 2010 | Nagoja, Japonia (DREAM.16) | - #1 pokonał Hiroshiego Izumiego, 16 lipca 2011 (DREAM 2011 Japan BW Tournament Final) |

### Waga ciężka
| Nr                                                     | Mistrz                                                 | Od              | Miejsce                            | Obrony tytułu |
| ------------------------------------------------------ | ------------------------------------------------------ | --------------- | ---------------------------------- | ------------- |
| Alistair Overeem tymczasowy (pokonał Todda Duffee’ego) | Alistair Overeem tymczasowy (pokonał Todda Duffee’ego) | 31 grudnia 2010 | Saitama, Japonia (Dynamite!! 2010) |               |
| Wakat                                                  |                                                        |                 |                                    |               |